# Luis Manuel Betances Coen
Luis Manuel Betances Coen (1877, Santo Domingo - 1926) fue un médico cirujano, biólogo, hematólogo y diputado dominicano. Experto en hematología, sus trabajos y tesis constituyeron un referente importante en los principales centros de Medicina de Europa, a principios del siglo XX.

## Biografía
Nació en Santo Domingo en 1877. En el año 1900, obtuvo su licenciatura en medicina y cirugía en el Instituto Profesional de Santo Domingo y al graduarse pasó a ser médico del Hospital militar de Santo Domingo. En 1905, se desempeñó como regidor del ayuntamiento de San Pedro de Macorís, provincia de la que más tarde fue diputado ante el Congreso Nacional. 
En 1907 estudió en el Instituto Pasteur de Francia. En 1910 regresó a Santo Domingo e inauguró el primer Laboratorio de Microbiología del país. Un año más tarde fue cerrado su laboratorio por el ayuntamiento municipal, lo que molestó a Betances y lo decidió a regresar a Francia. 
En París, desempeñó las funciones de jefe del Laboratorio del Hospital San Luis, jefe del Laboratorio del Hospital Necker y jefe del Laboratorio de Bacteriología de la Facultad de Medicina. El doctor Luis Manuel María Betances no renunció jamás a su nacionalidad dominicana pese a que fue instado a cambiarla por la francesa, como requisito previo para su elevación al profesorado de Francia, país que le profesó gran respeto y admiración.
En 1918 obtuvo el grado de doctor en ciencias de la Universidad de Sorbona con su tesis sobre la granulación azurofila. 
Para 1926 fue nombrado profesor de la Universidad Autónoma de Santo Domingo (UASD), muriendo pocos meses después.

## Legado
Betances fue uno de los médicos dominicanos más conocidos a nivel internacional y sus aportes a la teoría médica son sumamente valorados. Su tesis sobre la granulación azurofila es hoy en día uno de los textos esenciales de la llamada hematología biológica. 
Varias calles de República Dominicana llevan su nombre.